# Leopaard Q6

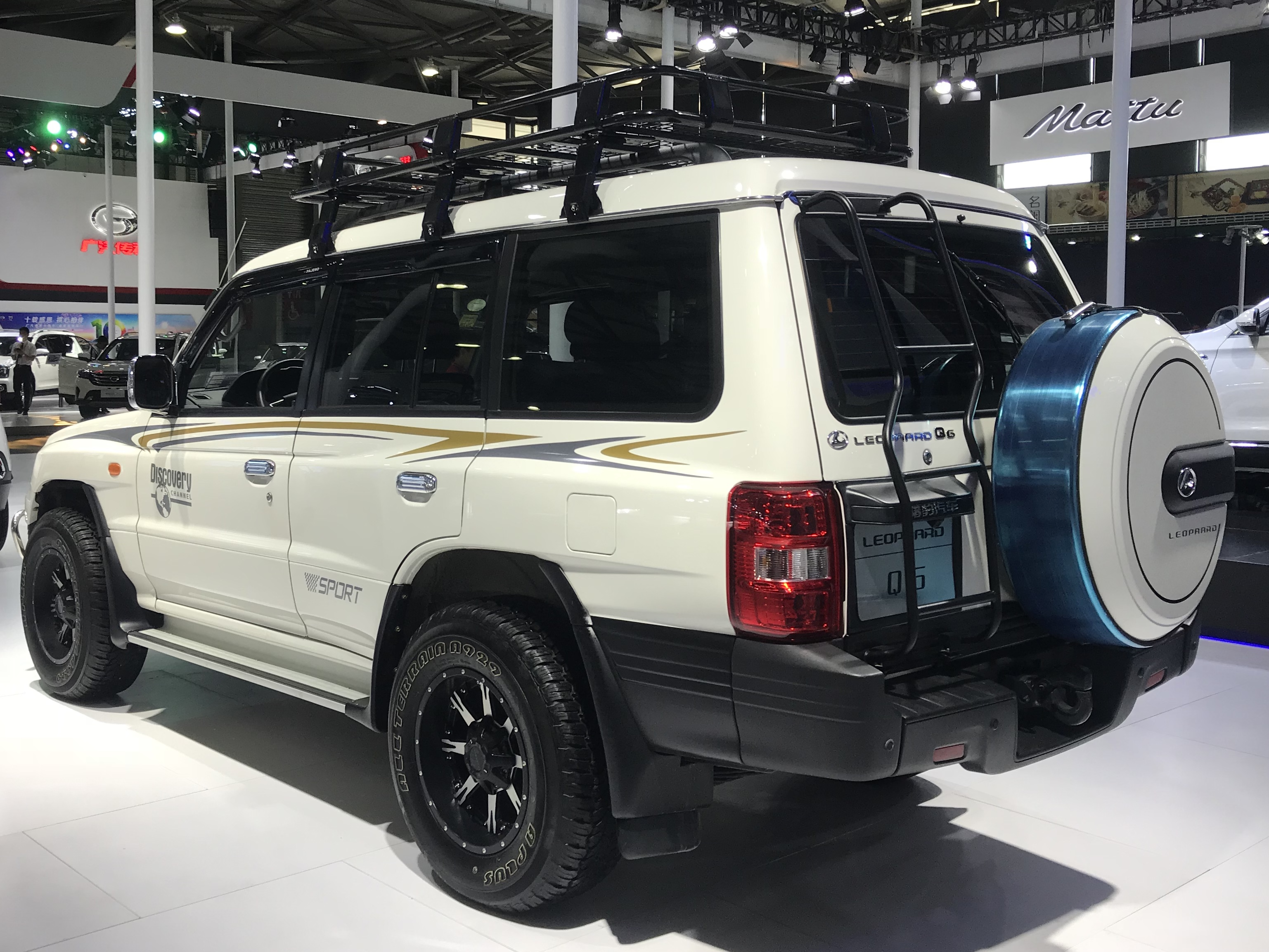
Heckansicht

Der Leopaard Q6 ist ein Geländewagen auf Basis des Mitsubishi Pajero V20 der zum chinesischen Automobilhersteller GAC Changfeng Motor gehörenden Marke Leopaard.

## Geschichte
Das Fahrzeug wurde auf der Beijing Auto Show im April 2014 vorgestellt und kam in China im Dezember 2014 in den Handel.

## Technische Daten
Angetrieben wird der Q6 von einem 108 kW (147 PS) starken 2,4-Liter-Ottomotor von Mitsubishi Motors. Serienmäßig hat der Geländewagen ein 5-Gang-Schaltgetriebe und Hinterradantrieb, optional ist Allradantrieb erhältlich. Die Allradversion kann Steigungen von bis zu 60 Prozent überwinden.
|                                             | 2.4                       |
| Bauzeitraum                                 | 12/2014–10/2019           |
| Motorkenndaten                              |                           |
| Motortyp                                    | R4-Ottomotor              |
| Motoraufladung                              | —                         |
| Hubraum                                     | 2438 cm³                  |
| max. Leistung bei min−1                     | 108 kW (147 PS) / 5000    |
| max. Drehmoment bei min−1                   | 230 Nm / 2600–3200        |
| Kraftübertragung                            |                           |
| Antrieb, serienmäßig                        | Hinterradantrieb          |
| Antrieb, serienmäßig                        | (Allradantrieb)           |
| Getriebe                                    | 5-Gang-Schaltgetriebe     |
| Messwerte                                   |                           |
| Höchstgeschwindigkeit                       | 150 km/h (150 km/h)       |
| Beschleunigung, 0–100 km/h                  | 18,0 s (18,0 s)           |
| Leergewicht                                 | 1800 kg (1910 kg)         |
| Kraftstoffverbrauch auf 100 km (kombiniert) | 9,2 l Super (9,5 l Super) |
| Tankinhalt                                  | 92 l (92 l)               |

- Werte in runden Klammern gelten für Modell mit Allradantrieb.